# Salt Pan Houses

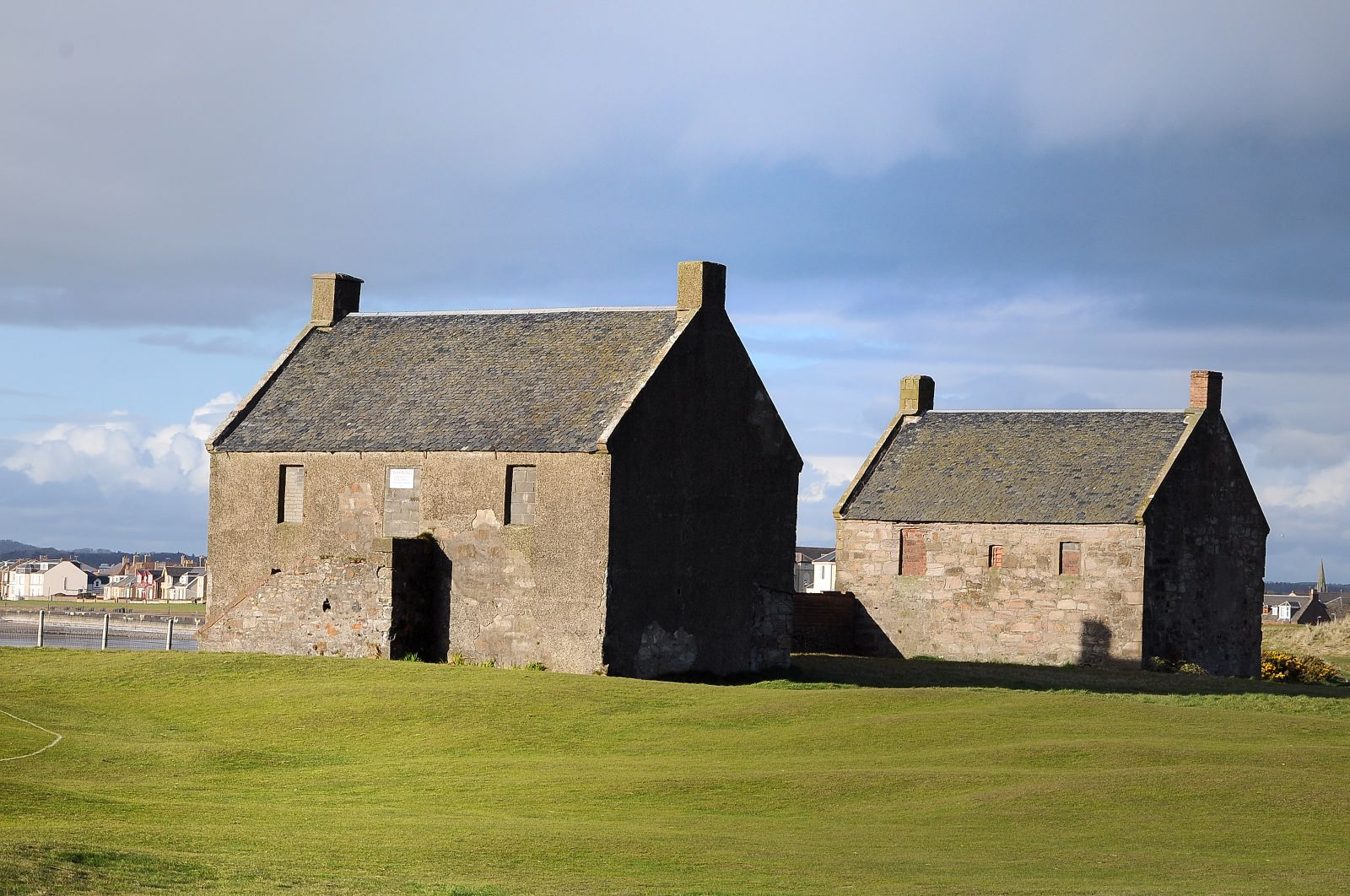
Salt Pan Houses

Die Salt Pan Houses (deutsch:„Salzpfannenhäuser“) sind zwei zusammengehörige Gebäude in der schottischen Stadt Prestwick in der Council Area South Ayrshire. 1989 wurden sie in die schottischen Denkmallisten in der höchsten Kategorie A aufgenommen.

## Geschichte
Die Salzgewinnung aus Meerwasser wurde in Prestwick bereits seit Jahrhunderten betrieben. So existiert ein Eintrag über ein Salzpfannenhaus in den Stadtakten des Jahres 1480. Die Gebäude gehören zu dem ehemaligen Unternehmen Maryburgh Salt Works, welches mit der Salzgewinnung befasst war. Über die Errichtung der Gebäude sind Notizen in den Stadtakten aus den Jahren 1763 und 1765 erhalten. Dem Namen entsprechend sollte die Gebäude zur Salzgewinnung aus Meerwasser benötigte Siedepfannen beherbergt haben. Obschon das Inventar unvollständig ist, wird die Anlage als die besterhaltene Salzsiederei an der Westküste bezeichnet.

## Beschreibung
Die Gebäude liegen am Westrand von Prestwick unmittelbar an der Küste des Firth of Clyde auf dem Gelände des St Nicholas Golf Clubs. Die beiden länglichen Gebäude sind parallel ausgerichtet und über eine, ehemals mit Durchfahrt gestalteten, Blendmauer verbunden. Möglicherweise ist diese Mauer neueren Datums. Die schlichten, zweistöckigen Häuser bestehen aus Bruchstein, der teilweise mit Harl verputzt ist. An den Südseiten sind weite rechteckige Öffnungen eingelassen. An den Außenseiten führen Treppenaufgänge parallel zur Außenmauer zu den Eingängen. Die Gebäude schließen mit schiefergedeckten Satteldächern. Es existieren Hinweise, dass die Dächer ursprünglich reetgedeckt waren.